# Jamada Goró
Jamada Goró (Fukusima, 1894. március 3. – Tokió, 1958. március 9.) japán válogatott labdarúgó, később a japán válogatott szövetségi kapitánya is volt.